# Нельсон (Міннесота)
Нельсон (англ. Nelson) — місто (англ. city) в США, в окрузі Дуглас штату Міннесота. Населення — 182 особи (2020).

## Географія
Нельсон розташований за координатами 45°53′12″ пн. ш. 95°15′54″ зх. д. / 45.88667° пн. ш. 95.26500° зх. д. (45.886580, -95.264900).  За даними Бюро перепису населення США в 2010 році місто мало площу 1,70 км², уся площа — суходіл.

## Демографія
Згідно з переписом 2010 року, у місті мешкало 187 осіб у 84 домогосподарствах у складі 45 родин. Густота населення становила 110 осіб/км².  Було 92 помешкання (54/км²).
Расовий склад населення:
| - 98,9 % — білих - 1,1 % — корінних американців |

До двох чи більше рас належало 0,0 %. Частка іспаномовних становила 0,5 % від усіх жителів.
За віковим діапазоном населення розподілялося таким чином: 20,3 % — особи молодші 18 років, 66,9 % — особи у віці 18—64 років, 12,8 % — особи у віці 65 років та старші. Медіана віку мешканця становила 38,8 року. На 100 осіб жіночої статі у місті припадало 117,4 чоловіків;  на 100 жінок у віці від 18 років та старших — 119,1 чоловіків також старших 18 років.
Середній дохід на одне домашнє господарство  становив 57 325 доларів США (медіана — 54 286), а середній дохід на одну сім'ю — 66 230 доларів (медіана — 68 438). За межею бідності перебувало 6,3 % осіб, у тому числі 8,8 % дітей у віці до 18 років та 8,8 % осіб у віці 65 років та старших.
Цивільне працевлаштоване населення становило 91 осіб. Основні галузі зайнятості: виробництво — 25,3 %, освіта, охорона здоров'я та соціальна допомога — 22,0 %, будівництво — 13,2 %, роздрібна торгівля — 8,8 %.